# SUMO-Proteine
Die Small Ubiquitin-Related Modifier (kurz SUMO) bilden eine Proteinfamilie, die zur Superfamilie der Ubiquitin-ähnlichen Proteinen (englisch Ubiquitin-like proteins, UBL oder Ubl) gehört und als posttranslationale Modifikation auf andere Zielproteine agiert. Bei einer posttranslationalen Modifikation, die von SUMO-Proteinen ausgeht, spricht man von einer SUMOylierung. Dabei binden sich SUMO-Proteine kovalent an Lysinreste anderer Proteine (Konjugation). Da die SUMOylierung reversibel ist, bezeichnet man die Rückreaktion als DeSUMOylierung.
SUMO bilden eine hochkonservierte Proteinfamilie in allen Eukaryoten und sind für das Überleben der meisten eukaryotischen Zellen notwendig. Die SUMOylierung spielt daher eine wichtige Rolle in vielen biologischen Prozessen, z. B. Transkription, DNA-Reparatur, Proteolyse, Protein-DNA-Interaktion, Protein-Protein-Interaktion, Proteinstabilität, Replikation, Kerntransport von Proteinen, nukleocytoplasmatischer Transport, Chromatinorganisation, Apoptose, Ribosomen-Biogenese, Signaltransduktion, Spleißen von prä-mRNA, Stressreaktion und der Zellzyklus-Regulation.
Eine Fehlregulation von SUMO-Proteinen kann zu Herz-Kreislauf-Erkrankungen, Diabetes mellitus, neurodegenerativen Erkrankungen und Krebs führen.

## Struktur

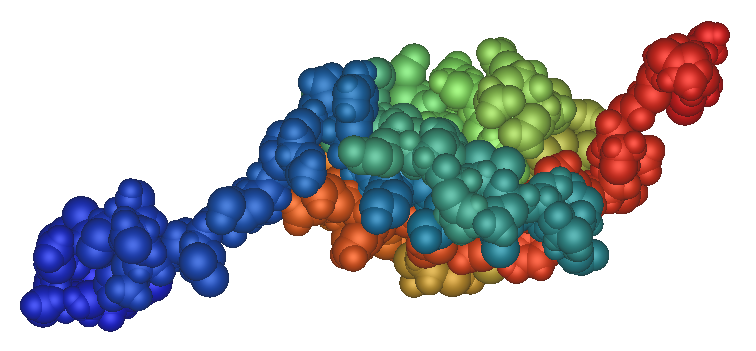
Humanes SUMO1 in der Kalottendarstellung

SUMO-Proteine sind mit einer Größe von ungefähr 100 Aminosäuren (ca. 10–12 kDa) eher kleine Proteine. Obwohl die Sequenzidentität zwischen SUMO und Ubiquitin nur ca. 18 % beträgt, sind sie strukturell relativ ähnlich. Ähnlich wie Ubiquitin besitzen die SUMO-Proteine in ihrer Tertiärstruktur eine sogenannte β-grasp fold (β-GF, auf Deutsch auch Ubiquitin-ähnliche Faltung genannt), die ein gemeinsames Charakteristikum innerhalb der Familie der Ubiquitin-ähnlichen Proteinen darstellt.
SUMO-Proteine unterscheiden sich von Ubiquitin darin, dass sie einen ungefähr 20 Aminosäuren langen Fortsatz am N-Terminus besitzen, der bei Ubiquitin nicht vorhanden ist. SUMO-Proteine als auch Ubiquitin werden prozessiert, wodurch ein Glycin-Glycin-Motiv am C-Terminus gebildet wird, das für die Konjugation mit Zielproteinen zuständig ist. Unter anderem besitzen die Proteine Ubiquitin, SMT3, SUMO1 und SUMO2 die Sekundärstruktur ββααββαβ (α/β-Struktur), die sich zur Ubiquitin-ähnlichen Faltung zusammenschließt. SUMO1, SUMO2 und SUMO3 bestehen zu 15 % aus α-Helices, 35–45 % aus β-Faltblättern, 25–35 % aus β-Schleifen und zu 10–15 % aus ungeordneten Resten.
Klassischerweise werden SUMO-Proteine an einen Lysinrest konjugiert, der sich innerhalb der Konsensussequenz ψ-K-x-E/D befindet (wobei ψ für einen hydrophoben Rest und x für eine beliebige Aminosäure steht). Jedoch finden die Hälfte der Konjugationen an Nicht-Konsensus- oder unvollständigen Konsensussequenzen statt.

## SUMO-Proteine in verschiedenen Organismen
In Säugetieren wurden bisher fünf SUMO-Paraloge entdeckt: SUMO1 (Smt3C, PIC1, UBL1, Sentrin), SUMO2 (Smt3a, Sentrin-3), SUMO3 (Smt3b, Sentrin-2), SUMO4 und SUMO5. Das menschliche SUMO1 ist ein 101 Aminosäuren langes Polypeptid, das eine Sequenzidentität von 18 % mit dem menschlichen Ubiquitin besitzt. SUMO2 und SUMO3 von Menschen und Tieren weisen untereinander eine Sequenzidentität von 87–95 % auf, aber gegenüber SUMO1 eine Sequenzidentität von nur 50 %. Da SUMO2 und SUMO3 in ihrer Aminosäuresequenz fast identisch sind, bezeichnet man sie üblicherweise zusammen als SUMO2/3. Der Großteil der SUMO1-Proteine befindet sich in konjugierter Form, wohingegen SUMO2 und SUMO3 in freier, unkonjugierter Form vorliegen. Unter Stressbedingungen wird vor allem eine Konjugation der Proteine SUMO2 und SUMO3 induziert, wohingegen bei Tieren keine Induzierung einer SUMO1-Konjugation hervorgerufen wird, da bei SUMO1 das ψ-K-x-E/D-bindende Motiv fehlt. Die Konsensussequenz trägt zur Kettenbildung von SUMO2 und SUMO3, aber nicht von SUMO1 bei. Jedoch könnte SUMO1 zum Kettenabbruch beitragen, indem SUMO1 mehrmals an elongierten SUMO2/3-Ketten konjugiert.
Das erste SUMO-Homolog Smt3 (suppressor of mif two 3) wurde ursprünglich als Suppressor des centromeren Proteins MIF2 in Saccharomyces cerevisiae entdeckt und ist zur Vervollständigung der Mitose notwendig. Pmt3, das Homolog von Schizosaccharomyces pombe, ist für das Zellüberleben wichtig, jedoch führt eine Störung von Pmt3 zu Wachstumsdefekten und zu einer fehlerhaften Regulation des Genoms, unter anderem zu einer gestörten Mitose, längeren Telomeren und einer abnormalen Segregation der Chromosomen. Das Genom der Hefen, der Fruchtfliege Drosophila melanogaster und des Fadenwurms Caenorhabditis elegans codieren jeweils nur für ein einzelnes SUMO-Protein. Das erste SUMO-Protein in Pflanzen, T-SUMO, wurde in der Tomate als interagierendes Protein des Enzyms ethylene-inducing xylanase (EIX) des pflanzenpathogenen Pilzes Trichoderma viride entdeckt. In Arabidopsis existieren acht SUMO-Proteine (AtSUM1–AtSUM8), wobei AtSUM9 ein Pseudogen darstellt.

## Mechanismus
SUMO-Proteine werden durch Sentrin-spezifische Proteasen (SENPs) in ihre aktive Form überführt. SUMO-1 wird dabei am C-Terminus um vier Aminosäuren gekürzt, SUMO-2 um elf Aminosäuren und SUMO-3 um zwei Aminosäuren. Die SUMOylierung wird, wie die Ubiquitinylierung, durch drei Enzyme katalysiert, E1-Enzyme (SUMO-activating enzyme), E2-Enzyme (SUMO-conjugating enzyme) und E3-Enzyme (SUMO-Ligase).
Durch eine Thioester-Bindung an ein Cystein des heterodimeren E1-Enzyms SAE1-SAE2 wird das SUMO-Protein über ATP aktiviert und anschließend, ebenfalls über eine Thioesterbindung, auf ein Cystein des E2-Enzyms Ubc9 transferiert. Die endständige C-terminale Carboxygruppe des Glycins der SUMO-Proteine wird im dritten Teilschritt durch das E3-Enzym SUMO-Ligase an das Lysin der Erkennungssequenz der abzubauenden Proteine über eine Isopeptidbindung an das ε-Amin geknüpft. Die SUMO-Ligase (ein E3-Enzym, z. B. RanBP2) bindet an das Ubc9 (ein E2-Enzym) und an das abzubauende Protein. Die Freisetzung der SUMO-Proteine zur Wiederverwendung erfolgt durch die SENPs (DeSUMOylierung).
Die E3-Enzyme lassen sich aufgrund ihrer Homologien in drei Gruppen unterteilen, den RanBP2-Typ, den HECT-Typ und den RING-Typ (z. B. bei Hefen Siz1, Siz2, Mms21, Cst9 und Zip3 und bei Menschen PIAS1, PIAS3, PIASxα, PIASxβ und PIASy). Das E1-Enzym in Saccharomyces cerevisiae heißt Aos1-Uba2. Es gibt bei Hefen als SUMO-Protease Ulp1 an Kernporen und Ulp2 im Zellkern.
Experimentell kann man eine SUMOylierung von DNA-bindenden Proteinen durch eine anti-SUMO-ChIP feststellen.

## Regulierung biologischer Prozesse
Die SUMOylierung spielt in verschiedenen zellulären Prozessen eine Rolle, z. B. beim Kerntransport, bei der Apoptose, bei der Regulation der Transkription durch Induktion eines Abbaus von Histonen, bei der Proteindegradation (Autophagie), als antiviraler Mechanismus, bei Stressreaktionen, bei der Chromosomentrennung in der Mitose und bei der Einleitung der nächsten Phase im Zellzyklus. SUMO-Proteine dienen hierbei als Regulatorprotein im Organismus.

### DNA-Reparatur
Die DNA ist permanent Angriffen durch mutagene Substanzen ausgesetzt. Ein komplexer Apparat steuert die Erkennung von DNA-Schäden, deren Reparatur oder die Auslösung der Apoptose. SUMO hat gewissermaßen die Funktion eines molekularen Klebers, um die an der Reparatur beteiligten großen Proteinkomplexe zusammenzuhalten. SUMO ist an folgenden Reparaturmechanismen beteiligt:
- Basenexzisionsreparatur (BER)
- Nukleotidexzisionsreparatur (NER)
- Non-homologous end-joining (NHEJ)
- Homologe Rekombination[32]

### Transkription
In zahlreichen Fällen wird durch SUMO die Transkriptionen bestimmter Gene gehemmt. Die E3-Ligase PIAS4 ist erforderlich für die SUMOylierung des Transkriptionsfaktors YY1 (englisch Ying Yang 1) der Hefe. Sie ist unabhängig von einer RING-Fingerdomäne (eine Zinkfingerdomäne). RING-Fingerdomänen stellen ansonsten die funktionelle Domäne der E3-Ligasen dar.

### Mitose
Während der Mitose wandert SUMO-2/3 zu den Zentromeren und den kondensierten Chromosomen. SUMO-1 dagegen wandert zur mitotischen Spindel und zur mittleren Spindelzone. Dies ist ein Hinweis dafür, dass SUMO an der Regulierung des mitotischen Prozesses von Säugerzellen beteiligt ist.
Bemerkenswert ist, dass die Topoisomerase II während der Mitose von SUMO-2/3 SUMOyliert wird.

### Kerntransport
Das erste entdeckte Substrat der SUMOylierung war RanGAP1. Die Modifikation führte zum Transport von RanGAP1 zum Kernporenkomplex. Die SUMOylierung von hNinein (englisch human Ninein) führt zum Transport vom Zentrosom zum Zellkern.

### Sonstige Funktionen
SUMO-2/3 ist an der Reaktion auf Stress beteiligt. SUMO-4 unterscheidet sich von SUMO-2 und SUMO-3 durch ein Prolin anstelle von Glutamin in Position 90. Als Folge dieser Modifikation ist SUMO-4 nicht unter normalen Bedingungen aktiv. Erst unter Stresssituationen wie Hunger wird es aktiviert.

## Krankheitsprozesse mit Beteiligung von SUMO
Bei Proteinfehlfaltungserkrankungen wie Chorea Huntington, der Alzheimer-Krankheit, der Parkinson-Krankheit und der spinozerebellären Ataxie 1 werden die Einschlusskörperchen zwar SUMOyliert, aber nicht abgebaut.
Bei der Mukoviszidose, einer häufigen Erbkrankheit, wird ein mutiertes CFTR-Protein (Cystic Fibrosis  Transmembrane  Conductance  Regulator) produziert, welches nicht zur Zellmembran transportiert wird und daher seine wichtige Transporterfunktion nicht erfüllen kann. Die  SUMOylierung des CRTF-Proteins ist erforderlich, um den Transport vom ER zur Zellmembran zu ermöglichen. Bei einer Mutation von CFTR im SUMO-Motiv kann CFTR nicht an SUMO binden und wird im Golgi-Apparat zurückgehalten.
In verschiedenen Krankheiten ist eine fehlerhafte SUMOylierung beobachtet worden, z. B. bei Krebs, bei der amyotrophen Lateralsklerose sowie bei Infektionen mit Adenoviren und Herpesviren. Diese Viren verwenden die SUMOylierung zum Transport viraler Proteine.

## Verwendung von SUMO-Proteinen
Spezielle Proteine können dadurch gewonnen werden, dass man die Synthese zum Beispiel in Kolibakterien durchführt. Die erhaltenen Proteine sind jedoch häufig schlecht gefaltet und bilden Aggregate, sogenannte Inclusion Bodies. Für die weitere Prozessierung müssen die Proteine in eine lösliche Form überführt werden. Dies kann durch eine Verbindung mit SUMO erreicht werden. Später kann SUMO von dem Ziel-Protein durch eine SUMO-spezifische Protease wie Ulp1-Peptidase gelöst werden.